# Tom Cruise
Thomas „Tom“ Cruise Mapother IV (* 3. července 1962 Syracuse, New York, USA) je americký herec, scenárista, producent a režisér.

## Kariéra
Narodil se jako jediný syn ze čtyř dětí. Má tři sestry: Lee Anne De Vette (* 1959), Marian (* 1961) a Cass (* 1963). Jeho otec je inženýr elektroniky Thomas Mapother III. (1934–1984), jeho matkou je Mary Lee Mapotherová. Jeho původ po matce je napůl irský a napůl německý. Rodina se často stěhovala, jelikož byl jeho otec zaměstnancem firmy General Electrics. Tom žil v Ottawě a Ontariu v Kanadě, v Louisville, v Kentucky, ve Winnetce v Illinois, ve Wayne a v New Jersey. Dohromady navštěvoval osm základních škol a tři střední. To vyřešila jeho matka v roce 1974, když bylo Tomovi patnáct let, rozvodem; našla si pak nového přítele Jacka Southe.

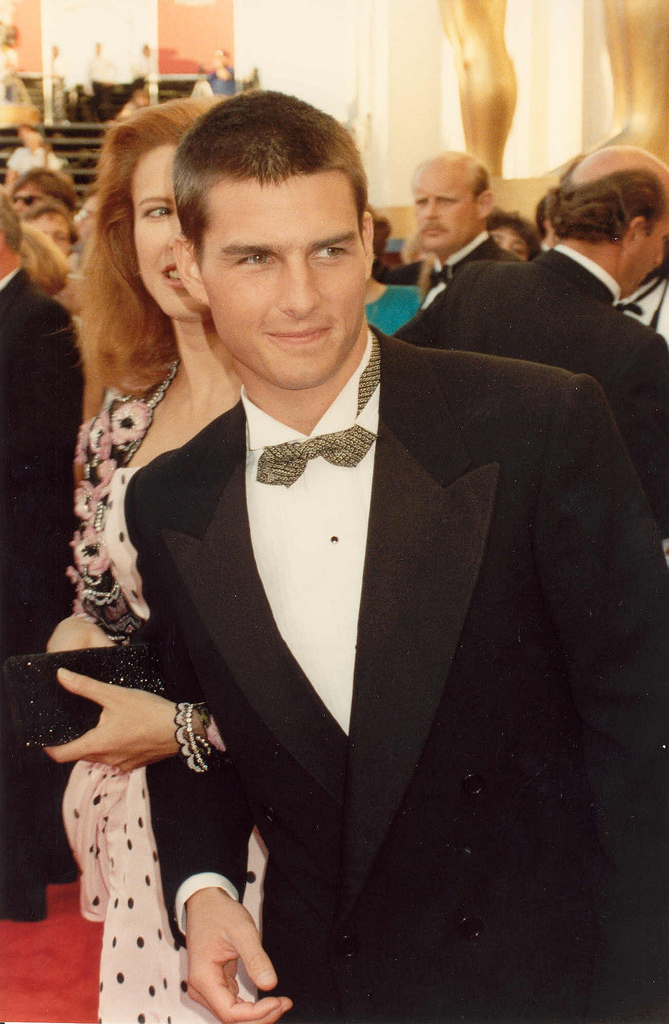
Tom Cruise v roce 1989

Tom krátce navštěvoval františkánský seminář v Cincinnati a chtěl se stát katolickým knězem. Nakonec absolvoval Geln Ridge Ridge School v New Jersey, ale trpěl dyslexií. Později se Cruise zmínil, že byl jako dítě týrán. Svému otci prý přezdíval „tyran a zbabělec“ a „obchodník chaosu“. Tom Cruise miloval sport, který ho také přivedl k herectví. V roce 1980 hrál v divadelním představení Guys and Dolls a poté se rozhodl změnit své dosavadní plány a stát se hercem. Zanedlouho odjel do New Yorku, kde ho zprvu všichni odmítali, až na režiséra Franca Zeffirelliho, který mu v roce 1981 nabídl roli Billyho ve filmu Nekonečná láska (Endless Love). Téhož roku také ztvárnil roli Davida Shawna ve filmu Večerka (Taps).
První hlavní roli si zahrál Cruise ve filmu Panictví po Americku (Losin' It) v roce 1983 a následoval film Riskantní podnik (Risky Business). Bratři Scottové ho obsadili ve snímku Legenda (Legend). Pak si ho režisér Tony Scott vybral v roce 1986 do akčního trháku z leteckého prostředí nazvaného Top Gun, kde hrál sebevědomého pilota Peta „Mavericka“ Mitchella; tím mu odstartoval skutečnou hereckou kariéru.
Následovala herecká obsazení ve filmech jako Barva peněz (Color of Money, The), v roce 1988 Koktejl (Cocktail) a oscarový film Rain Man z roku 1988, kde však Oscara nezískal. Následovaly filmy Mladé pušky (Young Guns; 1988), Narozen 4. července (Born on the Fourth of July; 1989), Navždy a daleko (Far and Away; 1992), nebo film Firma (Firm; z roku 1993).
Honoráře za jednotlivé role nepatřily mezi nejmenší. Jeden z jeho největších (75 milionů dolarů) byl za roli Ethana Hunta ve filmu Mission: Impossible II z roku 2000. Nemalou částku také získal za postavu upíra Lestata ve filmu Interview s upírem (Interview with the Vampire z roku 1994), z něhož si odnesl částku 15 milionů dolarů. Dále si za roli v dramatu Jerry Maquire odnesl 20 milionů dolarů; poté následovaly role v erotickém thrilleru Eyes Wide Shut z roku 1999 a role ve filmu Magnolia.
Mezi jeho nejznámější role patří David Aamessia z filmu Vanilkové nebe (Vanilla Sky) z roku 2001, kde si zahrál s Penelope Cruz, Cameron Diaz a Kurtem Russellem. Dále snímek Poslední samuraj (Last samurai, The), který se natáčel na Novém Zélandu roku 2003, kde ztvárnil Nathana Algrena. Dále pak ztvárnil postavu Raye Ferriera ve filmu Válka světů (War of the Worlds) z roku 2005 nebo postavu Jacka Reachera ve snímcích Jack Reacher: Poslední výstřel (2012) a Jack Reacher: Nevracej se (2016).
Jeho nejúspěšnější a nejznámější postavou ale zůstává role agenta Ethana Hunta ze série Mission: Impossible, kterou v roce 2018 tvořilo šest celovečerních snímků. Čtvrtý díl Mission: Impossible – Ghost Protocol (2011) dokázal celosvětově vydělat 694 milionů dolarů, pátý díl Mission: Impossible – Národ grázlů (2015) utržil 682 milionů dolarů. Zatím nejvýdělečnějším filmem série je šesté pokračování Mission: Impossible – Fallout (2018), které si celosvětově z kin odneslo 791 milionů dolarů. Vzhledem k výnosnosti celé série se studio Paramount Pictures rozhodlo natočit nejméně další dva filmy Mission: Impossible. Sedmý film byl uveden v roce 2023, osmý film by měl být uveden v roce 2025.
Na jaře 2020 byla zveřejněna informace, že Cruise připravuje ve spolupráci se společností SpaceX a americkou agenturou NASA celovečerní dramatický film natáčený ve vesmíru. V září 2020 bylo potvrzeno, že Cruise společně s režisérem Dougem Limanem poletí v říjnu 2021 lodí Crew Dragon na Mezinárodní vesmírnou stanici coby vesmírní turisté v misi SpaceX Axiom Space-1 a na stanici se budou po několik dní věnovat natáčení snímku. Tato akce byla ale odložena.

## Osobní život
První Cruisovou manželkou byla Mimi Rogersová (od 9. května 1987 do 4. února 1990), manželství skončilo rozvodem. Druhou manželkou byla Nicole Kidmanová (od 24. prosince 1990 do 8. srpna 2001), se kterou adoptoval dvě děti: Isabellu Jane (* 1993) a Connora Antonyego (* 1995). Tom Cruise se s Nicole Kidmanovou rozvedl v jejím třetím měsíci těhotenství – při jejich 10. výročí svatby; Kidmanová poté přišla o dítě.
Při natáčení filmu Vanilkové nebe (Vanilla Sky; 2001) se seznámil s herečkou Penelope Cruz. Jejich vztah trval od roku 2001 do roku 2004.
Dne 17. června 2005 požádal v Paříži na vrcholu Eiffelovy věže o ruku Katie Holmesovou a byli oddáni 18. listopadu roku 2006 v Itálii na honosném hradě Bracciano poblíž Říma. Spolu mají dceru Suri (* 18. dubna 2006 v Los Angeles). Itálie novomanžele natolik okouzlila, že v roce 2007 získali honorární italské občanství a tráví zde většinu letních dnů.
Dne 29. června 2012 podala Katie Holmes žádost o rozvod, později se společně dohodli i na podmínkách rozvodu.
Cruise se hlásí ke scientologické církvi, připojil se k ní v roce 1990 pod vlivem své první manželky; ta poslední se s ním kvůli této církvi rozešla.

## Filmografie

### Herec
| Rok  | Název filmu                                                             | Role                             | Poznámky |
| ---- | ----------------------------------------------------------------------- | -------------------------------- | -------- |
| 1981 | Večerka (Taps)                                                          | Cadet Captain David Shawn        |          |
| 1981 | Nekonečná láska (Endless Love)                                          | Billy                            |          |
| 1983 | Panictví po americku (Losin' It)                                        | Woody                            |          |
| 1983 | Správná hra (All the Right Moves)                                       | Stefen Djordjevic                |          |
| 1983 | Ztracenci (The Outsiders)                                               | Steve Randle (Randy)             |          |
| 1983 | Riskantní podnik (Risky Business)                                       | Joel Goodnes                     |          |
| 1985 | Legenda (Legend)                                                        | Jack                             |          |
| 1986 | Top Gun                                                                 | poručík Pete „Maverick“ Mitchell |          |
| 1986 | Barva peněz (The Color of Money)                                        | Vincent Lauria                   |          |
| 1988 | Koktejl (Cocktail)                                                      | Brian Flanagan                   |          |
| 1988 | Rain Man (Rainman)                                                      | Charlie Babitt                   |          |
| 1988 | Mladé pušky (Young Guns)                                                | kovboj                           |          |
| 1989 | Narozen 4. července (Born on the Fourth of July)                        | Ron Kovic                        |          |
| 1990 | Bouřlivé dny (Days of Thunder)                                          | Cole Trickle                     |          |
| 1992 | Navždy a daleko (Far and Away)                                          | Joseph Donelly                   |          |
| 1992 | Pár správných chlapů (A Few Good Men)                                   | poručík Daniel Kaffee            |          |
| 1993 | Firma (The Firm)                                                        | Mitch McDeere                    |          |
| 1994 | Interview s upírem (Interview with the Vampire)                         | Lestat de Lioncourt              |          |
| 1996 | Jerry Maguire                                                           | Jerry Maguire                    |          |
| 1996 | Mission: Impossible                                                     | Ethan Hunt                       |          |
| 1999 | Magnolia                                                                | Frank T. J. Mackey               |          |
| 1999 | Spalující touha (Eyes Wide Shut)                                        | Dr. William „Bill“ Harford       |          |
| 2000 | Mission: Imposible II                                                   | Ethan Hunt                       |          |
| 2001 | Vanilkové nebe (Vannila Sky)                                            | David Aames                      |          |
| 2002 | Minority Report                                                         | John Anderton                    |          |
| 2002 | Space Station 3D                                                        | Vypravěč                         |          |
| 2002 | Austin Powers – Agent 003 (Austin Powers in Goldmember)                 | Tom Cruise jako Austin Powers    |          |
| 2003 | Poslední samuraj (Last Samurai, The)                                    | Nathan Algren                    |          |
| 2003 | XMA: Xtreme Martial Arts                                                | účastník rozhovoru               |          |
| 2004 | Collateral                                                              | Vincent                          |          |
| 2005 | Válka světů (War of the Worlds)                                         | Ray Ferrier                      |          |
| 2006 | Mission: Impossible III                                                 | Ethan Hunt                       |          |
| 2007 | Hrdinové a zbabělci (Lions for Lambs)                                   | Senator Jasper Irving            |          |
| 2008 | Valkýra (Valkyrie)                                                      | Claus von Stauffenberg           |          |
| 2008 | Tropická bouře (Tropic Thunder)                                         | Les Grossman                     |          |
| 2010 | Zatím spolu, zatím živi (Knight and Day)                                | Roy Miller                       |          |
| 2011 | Mission: Impossible – Ghost Protocol                                    | Ethan Hunt                       |          |
| 2012 | Rock of Ages                                                            | Stacee Jaxx                      |          |
| 2012 | Jack Reacher: Poslední výstřel (Jack Reacher)                           | Jack Reacher                     |          |
| 2013 | Nevědomí (Oblivion)                                                     | Jack Harper                      |          |
| 2014 | Na hraně zítřka (Edge of Tomorrow)                                      | Bill Cage                        |          |
| 2015 | Mission: Impossible – Národ grázlů (Mission: Impossible – Rogue Nation) | Ethan Hunt                       |          |
| 2016 | Jack Reacher: Nevracej se (Jack Reacher: Never Go Back)                 | Jack Reacher                     |          |
| 2017 | Mumie (The Mummy)                                                       | Nick Morton                      |          |
| 2017 | Barry Seal: Nebeský gauner (American Made)                              | Barry Seal                       |          |
| 2018 | Mission: Impossible – Fallout                                           | Ethan Hunt                       |          |
| 2022 | Top Gun: Maverick                                                       | kapitán Pete „Maverick“ Mitchell |          |
| 2023 | Mission: Impossible – Odplata                                           | Ethan Hunt                       |          |
| 2025 | Mission: Impossible – Poslední zúčtování                                | Ethan Hunt                       |          |

### Producent
| Rok  | Název               |
| ---- | ------------------- |
| 1996 | Mission: Impossible |
| 2000 | M: 1-2              |
| 2001 | Vanilkové nebe      |
| 2003 | Poslední samuraj    |
| 2005 | Zeptej se prachu    |
| 2005 | Elizabethtown       |

### Výkonný producent
| Rok  | Název    |
| ---- | -------- |
| 2001 | Ti druzí |

## Ocenění
| Rok  | Soutěž       | Cena                              | Film                 | Poznámka |
| ---- | ------------ | --------------------------------- | -------------------- | -------- |
| 1997 | Zlatý glóbus | Nejlepší herec v komedii/muzikálu | Jerry Maguire (1996) |          |
| 2000 | Zlatý glóbus | Nejlepší herec ve vedlejší roli   | Magnolia (1999)      |          |
| 2000 | Apex Scrolls | Nejlepší herec ve vedlejší roli   | Magnolia (1999)      | Drama    |

Má hvězdu na Hollywoodském chodníku slávy.